# Bumiayu (Baureno)
Bumiayu is een bestuurslaag in het regentschap Bojonegoro van de provincie Oost-Java, Indonesië. Bumiayu telt 1889 inwoners (volkstelling 2010).